# Larvamima
Larvamima (лат.) — род клещей из надсемейства Dermanyssoidea. Единственный род в семействе Larvamimidae Elzinga R. J., 1993.  Около 5 видов
Мирмекофильная группа, ассоциированная с кочевыми муравьями родов Eciton (Eciton hamatum) и Neivamyrmex (Neivamyrmex cristatus). Клещи рода Larvamima выдают себя за личинок муравьёв и переносятся рабочими во время кочёвок (отсюда и название рода: «похожие на личинок»).

## Распространение
Центральная и Южная Америка.

## Классификация
- Larvamima marianae R. J. Elzinga, 1993
- Larvamima carli Elzinga, 1993 — Панама, на муравьях Eciton hamatum
- Larvamima cristata Elzinga, 1993 — Эквадор, на муравьях Neivamyrmex cristatus
- Larvamima schneirlai Elzinga, 1993 — Панама, на муравьях Eciton hamatum